# Kmitočtová pásma 5G NR
Kmitočtová pásma pro 5G NR jsou rozdělena na dva rozsahy frekvencí. Prvním je Frequency Range 1 (FR1) s frekvencemi do 6 GHz, z nichž část je již používána předchozími systémy mobilních telefonů, a byla rozšířena o další uvolňované části spektra o kmitočtech 410 MHz až 7125 MHz. Druhým je Frequency Range 2 (FR2) zahrnující kmitočty od 24,25 GHz do 52,6 GHz. Signály s kmitočty v tomto pásmu patřícím do pásma EHF (milimetrových vln) mají kratší dosah, ale vyšší dostupnou šířku pásma než v FR1.

## Kmitočtová pásma a šířky kanálů
Následující tabulky obsahují zadané kmitočtové pásmo a šířky kanálů podle nejnovější publikované verze 5G NR standard 3GPP TS 38.101.
Jména pásem jsou tvořena písmenem „n“ a číslem. Pokud se NR pásmo překrývá s pásmem 4G LTE, mají stejné číslo.

### Frequency Range 1
| Pásmo | Režim duplexu  | f (MHz)  | Obvyklé jméno              | Část pásma | Uplink (MHz) | Downlink (MHz) | Duplexní odstup (MHz) | Šířky kanálů (MHz)                              |
| ----- | -------------- | -------- | -------------------------- | ---------- | ------------ | -------------- | --------------------- | ----------------------------------------------- |
| n1    | FDD            | 2100     | IMT                        | n65        | 1920 – 1980  | 2110 – 2170    | 190                   | 5, 10, 15, 20                                   |
| n2    | FDD            | 1900     | PCS                        | n25        | 1850 – 1910  | 1930 – 1990    | 80                    | 5, 10, 15, 20                                   |
| n3    | FDD            | 1800     | DCS                        |            | 1710 – 1785  | 1805 – 1880    | 95                    | 5, 10, 15, 20, 25, 30                           |
| n5    | FDD            | 850      | CLR                        |            | 824 – 849    | 869 – 894      | 45                    | 5, 10, 15, 20                                   |
| n7    | FDD            | 2600     | IMT‑E                      |            | 2500 – 2570  | 2620 – 2690    | 120                   | 5, 10, 15, 20, 25, 30, 40, 50                   |
| n8    | FDD            | 900      | Rozšířené GSM              |            | 880 – 915    | 925 – 960      | 45                    | 5, 10, 15, 20                                   |
| n12   | FDD            | 700      | Spodní část SMH            |            | 699 – 716    | 729 – 746      | 30                    | 5, 10, 15                                       |
| n14   | FDD            | 700      | Horní část SMH             |            | 788 – 798    | 758 – 768      | −30                   | 5, 10                                           |
| n18   | FDD            | 850      | Spodní část 800 (Japonsko) |            | 815 – 830    | 860 – 875      | 45                    | 5, 10, 15                                       |
| n20   | FDD            | 800      | Digitální dividenda (EU)   |            | 832 – 862    | 791 – 821      | −41                   | 5, 10, 15, 20                                   |
| n25   | FDD            | 1900     | Rozšířené PCS              |            | 1850 – 1915  | 1930 – 1995    | 80                    | 5, 10, 15, 20, 25, 30, 40                       |
| n28   | FDD            | 700      | APT                        |            | 703 – 748    | 758 – 803      | 55                    | 5, 10, 15, 20                                   |
| n29   | SDL            | 700      | Spodní část SMH            |            | —            | 717 – 728      | —                     | 5, 10                                           |
| n30   | FDD            | 2300     | WCS                        |            | 2305 – 2315  | 2350 – 2360    | 45                    | 5, 10                                           |
| n34   | TDD            | 2100     | IMT                        |            | 2010 – 2025  | 2010 – 2025    | —                     | 5, 10, 15                                       |
| n38   | TDD            | 2600     | IMT‑E                      |            | 2570 – 2620  | 2570 – 2620    | —                     | 5, 10, 15, 20, 40                               |
| n39   | TDD            | 1900     | DCS–IMT Gap                |            | 1880 – 1920  | 1880 – 1920    | —                     | 5, 10, 15, 20, 25, 30, 40                       |
| n40   | TDD            | 2300     | S-Band                     |            | 2300 – 2400  | 2300 – 2400    | —                     | 5, 10, 15, 20, 25, 30, 40, 50, 60, 80           |
| n41   | TDD            | 2500     | BRS                        | n90        | 2496 – 2690  | 2496 – 2690    | —                     | 10, 15, 20, 30, 40, 50, 60, 80, 90, 100         |
| n48   | TDD            | 3500     | CBRS (US)                  |            | 3550 – 3700  | 3550 – 3700    | —                     | 5, 10, 15, 20, 40, 50, 60, 80, 90, 100          |
| n50   | TDD            | 1500     | L‑Band (EU)                |            | 1432 – 1517  | 1432 – 1517    | —                     | 5, 10, 15, 20, 30, 40, 50, 60, 80               |
| n51   | TDD            | 1500     | L‑Band Rozšíření (EU)      |            | 1427 – 1432  | 1427 – 1432    | —                     | 5                                               |
| n65   | FDD            | 2100     | Rozšířené IMT              |            | 1920 – 2010  | 2110 – 2200    | 190                   | 5, 10, 15, 20                                   |
| n66   | FDD            | 1700     | Rozšířené AWS              |            | 1710 – 1780  | 2110 – 2200    | 400                   | 5, 10, 15, 20, 25, 30, 40                       |
| n70   | FDD            | 2000     | AWS‑4                      |            | 1695 – 1710  | 1995 – 2020    | 300                   | 5, 10, 15, 20, 25                               |
| n71   | FDD            | 600      | Digitální dividenda (US)   |            | 663 – 698    | 617 – 652      | −46                   | 5, 10, 15, 20                                   |
| n74   | FDD            | 1500     | Spodní část L‑Band (US)    |            | 1427 – 1470  | 1475 – 1518    | 48                    | 5, 10, 15, 20                                   |
| n75   | SDL            | 1500     | L‑Band (EU)                |            | —            | 1432 – 1517    | —                     | 5, 10, 15, 20, 25, 30, 40, 50                   |
| n76   | SDL            | 1500     | Rozšířené L‑Band (EU)      |            | —            | 1427 – 1432    | —                     | 5                                               |
| n77   | TDD            | 3700     | C-Band                     |            | 3300 – 4200  | 3300 – 4200    | —                     | 10, 15, 20, 25, 30, 40, 50, 60, 70, 80, 90, 100 |
| n78   | TDD            | 3500     | C-Band                     | n77        | 3300 – 3800  | 3300 – 3800    | —                     | 10, 15, 20, 25, 30, 40, 50, 60, 70, 80, 90, 100 |
| n79   | TDD            | 4700     | C-Band                     |            | 4400 – 5000  | 4400 – 5000    | —                     | 40, 50, 60, 80, 100                             |
| n80   | SUL            | 1800     | DCS                        |            | 1710 – 1785  | —              | —                     | 5, 10, 15, 20, 25, 30                           |
| n81   | SUL            | 900      | Rozšířené GSM              |            | 880 – 915    | —              | —                     | 5, 10, 15, 20                                   |
| n82   | SUL            | 800      | Digitální dividenda (EU)   |            | 832 – 862    | —              | —                     | 5, 10, 15, 20                                   |
| n83   | SUL            | 700      | APT                        |            | 703 – 748    | —              | —                     | 5, 10, 15, 20                                   |
| n84   | SUL            | 2100     | IMT                        |            | 1920 – 1980  | —              | —                     | 5, 10, 15, 20                                   |
| n86   | SUL            | 1700     | Rozšířené AWS              |            | 1710 – 1780  | —              | —                     | 5, 10, 15, 20, 40                               |
| n89   | SUL            | 850      | CLR                        |            | 824 – 849    | —              | —                     | 5, 10, 15, 20                                   |
| n90   | TDD            | 2500     | BRS                        |            | 2496 – 2690  | 2496 – 2690    | —                     | 10, 15, 20, 30, 40, 50, 60, 80, 90, 100         |
| n91   | FDD            | 800 1500 | DD (EU) L-Band (EU)        |            | 832 – 862    | 1427 – 1432    | 570 – 595             | 5, 10                                           |
| n92   | FDD            | 800 1500 | DD (EU) L-Band (EU)        |            | 832 – 862    | 1432 – 1517    | 600 – 660             | 5, 10, 15, 20                                   |
| n93   | FDD            | 900 1500 | Rozšířené GSM L-Band (EU)  |            | 880 – 915    | 1427 – 1432    | 527 – 547             | 5, 10                                           |
| n94   | FDD            | 900 1500 | Rozšířené GSM L-Band (EU)  |            | 880 – 915    | 1432 – 1517    | 532 – 632             | 5, 10, 15, 20                                   |
| n95   | SUL            | 2100     | IMT                        |            | 2010 – 2025  | —              | —                     | 5, 10, 15                                       |
| Pásmo | Duplexní režim | ƒ (MHz)  | Obvyklé jméno              | Část pásma | Uplink (MHz) | Downlink (MHz) | Duplexní odstup (MHz) | Šířky kanálů (MHz)                              |

1. 1 2  Duplex s frekvenčním dělením (FDD); Duplex s časovým dělením (TDD); doplňkový downlink FDD (SDL); doplňkový uplink FDD (SUL)
2. 1 2  UE vysílání; BS příjem
3. 1 2  UE příjem; BS vysílání
4. ↑  Bloky A–F
5. ↑  Bloky A–C
6. ↑  Bloky A–G
7. 1 2 3  pouze uplink
8. ↑  Bloky D–E
9. ↑  Bloky A–B
10. ↑  Duplexní odstup
11. ↑  pouze carrier aggregation
12. 1 2 3 4 5  carrier aggregation, pouze downlink
13. 1 2 3 4 5 6 7 8  podporuje asymetrické kombinace šířek pásma
14. 1 2 3  pouze downlink
15. 1 2  Bloky A–J

### Frequency Range 2
| Pásmo | ƒ (GHz) | Obvyklé jméno | Část pásma | Uplink / Downlink (GHz) | Šířky kanálů (MHz) |
| ----- | ------- | ------------- | ---------- | ----------------------- | ------------------ |
| n257  | 28      | LMDS          |            | 26.50 – 29.50           | 50, 100, 200, 400  |
| n258  | 26      | K-band        |            | 24.25 – 27.50           | 50, 100, 200, 400  |
| n260  | 39      | Ka-band       |            | 37.00 – 40.00           | 50, 100, 200, 400  |
| n261  | 28      | Ka-band       | n257       | 27.50 – 28.35           | 50, 100, 200, 400  |
| Pásmo | ƒ (GHz) | Obvyklé jméno | Část pásma | Uplink / Downlink (GHz) | Šířky kanálů (MHz) |

1. ↑  Duplex s časovým dělením (TDD)
2. ↑  pouze downlink